# Nguyễn Thị Thanh Bình
Nguyễn Thị Thanh Bình (sinh 1958) là đại biểu Quốc hội Việt Nam khóa 11, thuộc đoàn đại biểu Bình Định.